# Oceania Cup 2019 (rugby league)
La Oceania Cup 2019 fue la primera edición del torneo de rugby league para las selecciones más fuertes de Oceanía.
En esta edición los participantes se dividieron en dos secciones, según el ranking de la Rugby League International Federation.
El equipo ganador de la sección B ascenderá a la sección A para la próxima temporada.
Fue anunciada en noviembre de 2018 por la Rugby League International Federation.

## Equipos participantes
- Australia
- Fiyi
- Nueva Zelanda
- Papúa Nueva Guinea
- Samoa
- Tonga

## Posiciones

### Grupo A
| Pos. | Equipo        | Encuentros | Encuentros | Encuentros | Encuentros | Tantos  | Tantos    | Tantos     | Puntos |
| Pos. | Equipo        | jugados    | ganados    | empatados  | perdidos   | a favor | en contra | diferencia | Puntos |
| ---- | ------------- | ---------- | ---------- | ---------- | ---------- | ------- | --------- | ---------- | ------ |
| 1    | Australia     | 2          | 1          | 0          | 1          | 38      | 20        | + 18       | 2      |
| 2    | Nueva Zelanda | 2          | 1          | 0          | 1          | 38      | 40        | - 2        | 2      |
| 3    | Tonga         | 2          | 1          | 0          | 1          | 30      | 46        | - 16       | 2      |

Nota: se otorgan 2 puntos al equipo que gane un partido, 1 al que empate y 0 al que pierda

#### Partidos
| 22 de junio | Nueva Zelanda | 34 - 14 | Tonga | Mount Smart Stadium, Auckland |  |

| 25 de octubre | Australia | 26 - 4 | Nueva Zelanda | WIN Stadium, Wollongong |  |

| 2 de noviembre | Tonga | 16 - 12 | Australia | Eden Park, Auckland |  |

### Grupo B
| Pos. | Equipo             | Encuentros | Encuentros | Encuentros | Encuentros | Tantos  | Tantos    | Tantos     | Puntos |
| Pos. | Equipo             | jugados    | ganados    | empatados  | perdidos   | a favor | en contra | diferencia | Puntos |
| ---- | ------------------ | ---------- | ---------- | ---------- | ---------- | ------- | --------- | ---------- | ------ |
| 1    | Fiyi               | 2          | 2          | 0          | 0          | 66      | 38        | + 28       | 4      |
| 2    | Samoa              | 2          | 1          | 0          | 1          | 42      | 50        | - 8        | 2      |
| 3    | Papúa Nueva Guinea | 2          | 0          | 0          | 2          | 26      | 46        | - 20       | 0      |

Nota: se otorgan 2 puntos al equipo que gane un partido, 1 al que empate y 0 al que pierda

#### Partidos
| 22 de junio | Papúa Nueva Guinea | 6 - 24 | Samoa | Leichhardt Oval, Sídney |  |

| 2 de noviembre | Samoa | 18 - 44 | Fiyi | Eden Park, Auckland |  |

| 9 de noviembre | Fiyi | 22 - 20 | Papúa Nueva Guinea | Rugby League Park, Christchurch |  |